# Arachnidium fibrosum
Arachnidium fibrosum är en mossdjursart som beskrevs av Walter Douglas Hincks 1880. Arachnidium fibrosum ingår i släktet Arachnidium och familjen Arachnidiidae. Arten är reproducerande i Sverige. Inga underarter finns listade i Catalogue of Life.